# Melychiopharis
Melychiopharis là một chi nhện trong họ Araneidae.